# Bournazel (Aveyron)
Bournazel település Franciaországban, Aveyron megyében. Lakosainak száma 325 fő (2022. január 1.). Bournazel Auzits, Escandolières, Goutrens, Lugan, Rignac és Roussennac községekkel határos.

## Népesség
A település népességének változása:
| Lakosok száma | 400  | 354  | 298  | 329  | 327  | 336  | 348  | 356  | 346  | 325  |
|               | 1968 | 1982 | 1990 | 2006 | 2013 | 2015 | 2017 | 2019 | 2020 | 2022 |